# Neolophonotus pellitus
Neolophonotus pellitus är en tvåvingeart som först beskrevs av Christian Rudolph Wilhelm Wiedemann 1819.  Neolophonotus pellitus ingår i släktet Neolophonotus och familjen rovflugor. Inga underarter finns listade i Catalogue of Life.